# 傅嘏
傅 嘏（ふ か、建安14年（209年） - 正元2年（255年））は、中国三国時代の魏の政治家。字は蘭石。涼州北地郡泥陽県の出身。父は傅充。伯父は傅巽。子は傅祗など（他は不詳）。孫は傅宣・傅暢。『三国志』魏書に伝がある。

## 生涯
前漢の傅介子の後裔。祖父の傅睿は代郡太守、父の傅充は黄門侍郎、伯父の傅巽は黄初年間に魏の侍中・尚書となった。
20歳頃に名を知られ、司空の陳羣に召し出されて掾（属官）となった。散騎常侍の劉劭が勤務評定の制度案を作成すると、根本を定めずにそのような制度を設けることに反対した。正始年間の初めに尚書郎に任じられ、のち黄門侍郎に昇進した。
当時政治の実権を握っていた曹爽は、何晏を吏部尚書とし人事を任せていた。傅嘏は曹爽の弟の曹羲に何晏を重用しないよう勧めたが、これが何晏の耳に入ったため、些細なことを理由に免職とされた。滎陽太守に任命されたが就任せず、太傅の司馬懿の招聘を受けて従事中郎将となった。
正始10年（249年）に曹爽一派が失脚すると、河南尹となる。その地は前任の李勝の統治が放漫であったため乱れていたが、傅嘏は先任者である司馬芝や劉静らの政治手法から学び、統治を引き締めた。その功績が表に出ないように努めたため名声を得ることはなかったが、官民ともその統治による恩恵を受けた。その後、尚書に昇進した。
嘉平4年（252年）、前線の将軍達の間で呉征伐の機運が持ち上がると、意見を求められた傅嘏は呉征伐に消極的な意見を述べた。果たして胡遵・諸葛誕が東興で呉の諸葛恪に敗れ、遠征は失敗に終わった（東興の戦い）。
嘉平5年（253年）、今度は諸葛恪が北伐の軍を起こし、青州・徐州に攻め寄せる気配を見せた。だが傅嘏はその動きが陽動であり、侵攻先が合肥であることを予測した（合肥の戦い#第五次戦役（253年））。
嘉平年間末期、関内侯の爵位を得た。正元元年（254年）に曹髦（高貴郷公）が即位すると、武郷亭侯に昇進した。
正元2年（255年）、毌丘倹・文欽の乱が起きると、司馬師自ら討伐に赴くよう、王粛と共に訴えた。守尚書僕射として司馬師の遠征に同行し、策謀をもって反乱の鎮圧に貢献した。司馬師が死去すると、曹髦はその弟の司馬昭の兵権を削ぐべく彼を許昌に留め、傅嘏に軍を率いて帰還するよう詔勅を下す。しかし傅嘏は鍾会と相談の末にこれを拒み、司馬昭を奉じて洛陽に帰還した。陽郷侯に封じられ、600戸の加増を受け、1200戸を領した。
その年の内に47歳で死去。太常を追贈され、元侯と諡された。末子の傅祗が爵位を継いだ。
『三国志』魏書傅嘏伝の注に引く『傅子』によると、名声を集めた夏侯玄らの失脚を予測する人物眼と、才能溢れた鍾会と渡り合う英知を備えていた。しかしそれらを引用した裴松之は、夏侯玄との交際を拒んでおきながら、後に反乱を起こす鍾会とは親しくしていたという傅子の論を批判している。傅嘏は鍾会の他には、荀顗・荀粲の兄弟やその甥の荀甝、裴徽・何曾・陳泰・鍾毓（鍾会の兄）らと親しかった。